# Attentatet på John F. Kennedy
Attentatet på John F. Kennedy skete fredag den 22. november 1963 kl. 12:30 lokal tid (19:30 dansk tid) på Elm Street i Dallas, Texas, mens den præsidentielle kortege kørte gennem Dealey Plaza. Foruden præsident Kennedy selv befandt også hans kone Jacqueline, Texas' guvernør John Connally og Connallys kone, Nellie, sig i limousinen, da den blev beskudt. Connally, som sad lige foran præsident Kennedy i limousinen, blev også ramt og såret i forbindelse med angrebet. Den præsidentielle kortege hastede efterfølgende til det nærtliggende Parkland Memorial Hospital, hvor præsident Kennedy efterfølgende blev erklæret død – omkring 30 minutter efter selve skyderiet kl. 13 lokal tid – og modtog den sidste olie.
Ca. 45 minuter efter attentatet på John F. Kennedy blev en lokal politibetjent, J. D. Tippit, dræbt knap 5 km (3 miles) fra Dealey Plaza efter fem skud med fra en revolver. 25 minutter efter mordet på J. D. Tippit (70 minutter efter attentatet på John F. Kennedy) anholdte politiet i Dallas Lee Harvey Oswald i Texas Theatre. Oswald blev efterfølgende anklaget for både mordet på Kennedy og J. D. Tippit. To dage senere, den 24. november 1963 kl. 11:21 lokal tid, da direkte tv-kameraer dækkede Oswalds flytning fra det lokale fængsel i Dallas (Dallas Police Headquarters) til et andet fængslet, blev Oswald dødeligt skudt i kælderen i politibygningen af en lokal natkluboperatør. Jack Ruby. Oswald blev ført til Parkland Memorial Hospital, hvor han efterfølgende blev erklæret død. Ruby blev dømt for mordet på Oswald, selvom det senere blev omstødt efter appel. Ruby døde i fængslet i 1967, mens han afventede en ny retssag.
Kennedy var allerede i 1963 i gang med at sikre sit genvalg ved præsidentvalget i 1964, og endnu en gang var vælgerne i syden afgørende. Det var ikke tilfældigt, at præsidenten  brugte to dage i slutningen af november på at besøge Texas – hjemstaten for hans vicepræsident Lyndon B. Johnson. Delstaten kunne vise sig afgørende i 1964, som den havde været i 1960, og Dallas var en af de byer, som blev tabt dengang. Det skulle ændres med mindre end et år til det næste præsidentvalg.

## Forløb

### Baggrunden for besøget
Det var lykkes John F. Kennedy knebent i forbindelse med 1960-valget at besejre sin republikanske modkandidat Richard Nixon. Han havde på landsplan blot modtaget 118.000 stemmer (0,17 procentpoint) mere end Nixon og til trods for, at hans sejr i valgmandskollegiet umiddelbart virkede mere overbevisende (303 mod Nixons 219 valgmandsstemmer), dækkede dette resultat over en række smalle sejre i en række centrale delstater, såsom eksempelvis Illinois, Missouri, New Jersey men ligeledes Texas. Det var således vigtigt for Kennedy at fastholde og genvinde Texas, hvis han skulle gøre sig nogle forhåbninger om at vinde det kommende præsidentvalg i 1964.
Et besøg til Texas med diverse vælgermøder blev derfor fastlagt på et møde i El Paso i juni 1963 af præsident Kennedy, vicepræsident Lyndon B. Johnson (født i Texas og tidligere senator for Texas) og Texas guvernør John Connally. Kennedy havde tre mål med besøget til Texas:
1. Rejse penge til den demokratiske valgkampagne[4]
2. Igangsætte sin valgkampagne for at sikre genvalg i november 1964[5]
3. Forene forskellige fraktioner internt i Det Demokratiske Parti i Texas, som virkede til at være i intern konflikt[a][6]

Besøget blev officielt annonceret i september 1963, mens kortegeruten blev færdiggjort den 18. november og annonceret kort herefter. I løbet af to dage skulle præsident Kennedy og vicepræsident Johnson besøge fem større byer i Texas: San Antonio, Houston, Fort Worth, Dallas og afslutningsvis Austin. I Dallas skulle de køre i bilkortege gennem byen. Bilkortegens rute blev trykt i Dallas-aviserne den 19. november, mens et detaljeret kort over ruten blev vist den 21. november 1963.

### Ruten til Dealey Plaza
Kennedy ankom til med Air Force One til lufthavnen i Dallas via en kort flyvning fra Carswell Air Force Base i Fort Worth. Bilkortegens rute gennem Dallas havde til formål at give Kennedy maksimal eksponering til de lokale folkemængder, inden han efter planen skulle ankomme til en frokost på Dallas Market Center, hvor han skulle mødes med borgerrepræsentanter og erhvervsledere. Kennedy, Connally og deres koner sad sammen i en enkelt limousine (en Lincoln Continental firedørs konvertibel limousine), hvor præsidentparret sad på bagsædet mens Connally og hans kone sad lige foran præsidentparret på klapsæder. Vicepræsident Johnson og hans kone kørte sammen med senator Ralph Yarborough i et køretøj to biler efter præsidentparret. Kenneth O'Donnell, Kennedys ven og sekretær, havde valgt Trade Mart (en af bygningerne i Dallas Market Center) som destination for kortegen og stedet for frokosten.
Efter planen havde kortegen fået 45 minutter tildelt til at nå Trade Mart, således det planlagte ankomsttidspunkt var kl. 12:15. Ruten var i alt 16 km (10 mile) og var designet således, at der var fastlagt tid til, at kortegebilerne kunne køre langsomt gennem byen. Fra Love Field gik ruten gennem en forstad til Dallas, hvorefter turen forsatte gennem midtbyen langs Main Street. Bilkortegen ville herefter fortage et højresving ned ad N. Houston Street og straks herefter fortage et venstresving ned ad Elm Street gennem Dealey Plaza, hvorefter kortegen efter planen skulle forsætte ned ad Stemmons Freeway inden de nåede til Trade Mart.
Kennedy skulle efter planen vende tilbage til Love Field senere samme dag, for at nå en fundraising-middag i Austin. Der var planlagt en mere direkte rute, der var omkring 6,4 km (4 mile), når Kennedy efter planen skulle vende til Love Field senere samme dag. Den planlagte rute til Trade Mart blev bredt omtalt i adskillige aviser i Dallas flere dage inden begivenheden, således folk havde mulighed for at se kortegen.
Ruten langs Main Street var valgt, frem for lang langs Elm Street (en vej, der ligger parallelt med Main Street), så kortegen kunne køre gennem den mest centrale del af Dallas med maksimalt publikumsudsigt fra bygninger mv. Valget af Main Street forhindrede dog et direkte sving ind på indkørslen til Stemmons Freeway, da denne indkørsel kun var tilgængelig fra Elm Street. Derpå var det føromtalte højresving ad N. Houston Street straks efterfulgt af et skabt venstresving ned ad Elm Street gennem Dealey Plaza påkrævet for, at man kunne tilgå Stemmons Freeway. Texas School Book Depository var (og er stadig) beliggende i det nordvestlige hjørne af krydset mellem N. Houston og Elm Street krydset.
Kortegen anvendt tre køretøjer til Secret Service og politibeskyttelse:  
- Den første bil, som indeholdte Dallas' politichef Jesse Curry, Secret Service agenten Win Lawson, Sheriff Bill Decker og en lokal politibetjent Forrest Sorrels.
- Den anden bil, som foruden præsidentparret og guvernørparret ligeledes inkluderede en chauffør, Bill Greer, og  Secret Service agenten Roy Kellerman.[13]
- Den tredje bil, som indeholdte en chauffør, Sam Kinney, to af præsidentens assistenter (Ken O'Donnell og Dave Powers) samt tre andre Secret Service agenter (Emory Roberts, George Hickey og Glen Bennett). Desforuden stod Secret Service agenterne Clint Hill, Jack Ready, Tim McIntyre og Paul Landis på bilens forskellige kørebræt.

Den 22. november – efter en morgenmadstale i Fort Worth, hvor Kennedy havde overnattet efter ankomsten fra San Antonio, Houston og Washington, DC dagen før – gik Kennedy ombord på Air Force One, som afgik kl. 11:10 og ankom til Love Field, Dallas, 15 minutter senere. Ca. kl. 11:40 forlod Kennedys kortege Love Field, hvorefter turen gik gennem Dallas. Som følge af de entusiastiske menneskemængder (det anslås, at der var mellem 150.000 og 200.000 mennesker), og to ikke planlagte stop instrueret af Kennedy, tog turen omkring 10 minutter længere end de planlagte 45 minutter.
Bilkortegen ankom til Dealey Plaza lige før kl. 12:30 lokal tid.

### Attentatet
Da præsident Kennedys limousine kørte ind på Dealey Plaza kl. 12:30 lokal tid vendte Nellie Connally sig mod præsidenten, som sag bag hende, og sagde: "Hr. præsident, du kan ikke sige, at Dallas ikke elsker dig". Kennedy svarede: "Nej, det kan du bestemt ikke", hvilket skulle vise sig at blive Kennedys sidste ord.
Fra N. Houston Street foretog limousinen det planlagte venstresving ind på Elm Street for at køre ind på indkørslen til Stemmons Freeway. Da limousinen drejede, passerede den forbi Texas School Book Depository, hvorefter den fortsatte ned ad Elm Street mod indkørslen til Stemmons Freeway, idet der pludseligt blev affyret skud. Omkring 80 % af vidnerne huskede at have hørt tre skud. En Mannlicher-Carcano riffel og tre patronhylstre blev efterfølgende fundet nær et åbent vindue på bogdepotets sjette sal.

Få øjenvidner genkendte det første skud – som havde ramt præsidenten i halsregionen – for hvad det var. Det første skud afstedkom generelt en minimal reaktion fra størstedelen af de fremmødte mennesker, herunder de folk der kørte i kortegen. Mange sagde senere, at de forestillede sig, at det, de havde hørt, var fyrværkeri eller fra et køretøj, der gav bagslag. Warren-kommissionen konkluderede – baseret på Zapruder-filmen – at limousinen havde kørt med en gennemsnitshastighed på 18,0 km/t over de 186 fod (57 m) af Elm Street umiddelbart før det fatale skud, der ramte Kennedys hoved. En medarbejde ved Texas School Book Depository, Bonnie Ray Williams, vidnede, at han havde set Oswald to gange tidligere på sjette etage, inden attentatet fandt sted.
Der var mange øjenvidner til attentatet. Et af dem var Abraham Zapruder, som stod på et betonelement på græsbakken (The grassy knoll) ved Elm Street. Han filmede attentatet. Zapruder-filmen, som først blev gjort offentligt tilgængelig i 1975, er blevet studeret billede for billede. Filmen viser:
- at Kennedy og Connally reagerer på noget; begge sidder og vinker til højre, før de pludselig ser mod venstre – og dernæst kigger tilbage igen.
- Kort efter forsvinder bilen bag et vejskilt (Stemmons freeway).
- Da bilen med personerne bliver synlig igen, reagerer både Kennedy og Connally: Kennedy løfter begge knyttede hænder mod halsen, mens Connally rykker længere ind mod Kennedy, vrider sig mod højre og åbner munden og hans jakke "slår ud" – sandsynligvis forårsaget af en kugle.
- Jacqueline læner sig mod Kennedy før det sidste skud rammer ham i hovedet og slår den højre del af hjerneskallen ud i en sky af blod. Kennedy falder sammen i sædet mod sin kone.
- Jacqueline rejser sig fra sædet og kryber op bag på præsidentbilens bagagebærer, mens Secret Service-agent Hill løber hen til bilen, klatrer op på et trinbræt og skubber Jacqueline frem i sædet, mens bilen forsvinder ved jernbaneundergangen.

Det hele tog knap otte sekunder.

## "Snigskyttens rede"
Flere af vidnerne til attentatet observerede en mand i Texas' skolebogslagers sydøstlige vindue på 6. etage. Et af vidnerne var Howard Brennan som så at en person skød fra vinduet og varslede politiet. Han gav et signalement af manden, og det blev sendt ud på politiradioen flere gange, første gang kl. 12:45 CST. Brennan skrev senere bogen Eyewitness to history.
Politimanden Marrion L. Baker kørte på motorcykel ikke langt fra præsidentens bilkortege i Dallas. Han befandt sig lige foran skolebogslageret, da han hørte, hvad han opfattede som geværskud. Han hørte i alt tre skud, som han mente kom ovenfra. Kort efter at der var blevet affyret skud, så han nogle duer flyve væk fra taget på bygningen. Derefter parkerede han umiddelbart foran skolebogslageret for at løbe ind i bygningen. Her fik han hjælp til at finde rundt af skolebogslagerets direktør, Roy Truly. Sammen med direktøren løb han op af trapperne til 2. etage, hvor de mødte Lee Harvey Oswald. Der var gået omkring to minutter siden skuddene faldt, til de mødte Oswald. Truly forklarede at Oswald havde job her. Kort efter forlod de Oswald og løb videre op ad trapperne og ud på taget. Baker mente, at skuddene næppe kunne være kommet derfra, og valgte derfor at gå ned igen. Da han kom ned konstaterede han, at bygningen var blevet sikret med politivagt ved indgangen.
Bygningen blev derefter gennemgået, og efter kort tid fandt politimanden Luke Mooney "snigskyttens rede" (snipers nest) i det sydøstlige hjørne på 6. etage i skolebogslageret:   
- Bogkasser var placeret, så ingen kunne se vinduet, hvis de stod i gangen udenfor.
- Bogkasser var placeret, så en person kunne sidde og se ud af vinduet.
- Bogkasser var placeret, så en person kunne få støtte til at skyde.
- Ved vinduet lå tre tomme geværpatroner.
- Der lå rester fra en madpakke (med kylling) på etagen.

En halv time efter attentatet fandt politimænd et gevær skjult mellem andre bogkasser på 6. etage i skolebogslageret. Geværet blev i første omgang identificeret som en 6.57 Mauser, men dagen efter blev det identificeret som en Carcano M91-riffel i kaliber 6,5 x 52 mm Carcano.
Et TV-hold ankom til stedet kort efter fundene og fik lov til at filme uden problemer.

## Mordvåbnet
Carcano-riflen, som blev fundet på 6. etage i skolebogslageret, blev angiveligt anvendt under attentatet på præsident Kennedy. Ballistiske eksperter fra FBI har knyttet riflen, med serienummer C2766, til den kugle, som blev fundet på guvernør Connallys båre på Parkland Hospital, bevis "CE399" (den berømte "single bullet"), til kuglefragmenter fundet i præsidentens bil og til det, man fandt på skolebogslagerets 6. etage. Nogle år senere formåede ikke-ballistiske eksperter fra HSCA (The House Select Committee on Assassinations) ved en testskydning af C2766 at genskabe de mikroskopiske særegenheder som et geværløb efterlader på et projektil, således at de matchede "CE-399", som lå på Connallys båre.
FBI fandt det bevist, at Klein Sporting Goods Co. havde sendt en Carcano-riffel med serienummer C2766 til en person kaldt A. Hidell med post restante 2915 i Dallas. Denne postkasse havde Lee Harvey Oswald lejet fra 9. oktober 1962 under aliasset A. Hidell (Det er dokumenteret af falske id-papirer, hvor Oswald fremstår som "A. Hidell"). Skrifteksperter konstaterede, at det var Oswalds egen håndskrift på postordren og konvolutten fra "A. Hidell". Oswald havde købt en Smith & Wesson .38 special revolver på samme måde i januar 1963, også denne i navnet "A. Hidell".
FBI identificerede Oswalds håndaftryk på skaftet af Carcano-rifflen. Der blev også fundet fibre fra Oswalds T-shirt på skaftet.
Der blev desuden fundet flere billeder af Oswald, hvor han poserede med den samme riffel hjemme i baggården. Kritikere mener, at de er forfalskede både pga. skygger og fordi silhuetten til Carcanoen viser en undermonteret ring til skulderremmen, mens den Carcano, som FBI hævder dræbte Kennedy, har en sidemonteret ring til skulderremmen. Oswalds kone, Marina, fortalte imidlertid til Warrenkommissionen, at det var hende, som havde taget billederne. 
Carcano-rifflen blev, ifølge Warrenkommissionen, opbevaret i garagen hos Michael og Ruth Paine i Dallas, hvor Marina Oswald boede.
Warrenkommissionen mener, at Oswald hentede geværet i garagen torsdag den 21. november, og at han dagen efter smuglede våbnet ind i skolebogslageret i en papirspose. Oswald sagde til en kollega i skolebogslageret, at der var gardinstænger i posen. Papirsposen med Oswalds fingeraftryk blev senere fundet på 6. etage i skolebogslageret.

## Skuddene

### Tre skud
Warrenkommissionen fastslog, at der blev affyret tre skud mod præsidentens kortege. Det er baseret på oplysninger fra afhøringer af vidner til attentatet. Næsten 90% af vidnerne fortalte, at de havde hørt tre skud. Nogle mente, at de kun havde hørt to. Få vidner mente, at de havde hørt flere end tre skud.
Warrenkommissionen fastslog endvidere, at skuddene kom fra skolebogslageret. Også denne konklusion var baseret på afhøring af vidner. 54 % mente, at skuddene kom derfra. Cirka 35 % mente de kom fra græsbakken ved Elm Street. Warrenkommissionen mente, at uoverensstemmelserne kunne forklares med ekko mellem bygningerne. De, som stod nærmest skolebogslageret, var overbevist om, at skuddene kom derfra.
Både antal skud og lokaliseringen har vært genstand for megen diskussion og spekulation.
Præsidentens bil ankom til Parkland Memorial Hospital ca. fem minutter efter attentatet. Guvernør Connally blev bragt ind på hospitalet først, dernæst præsidenten. Præsidentens liv stod ikke til at redde. Han blev erklæret død kl. 13:00 CST. Connally blev hårdt såret, men overlevede efter nogle operationer.
Lægerne på Parkland konstaterede, at præsidenten havde to skudsår: Et skud havde truffet ham i nakken og gået ud ved struben. Det andet havde truffet ham i hovedet. Connally havde fået flere skader: Han havde skudsår i ryg, bryst, arm og lår.
Også vidnet James Tague, som stod ved jernbaneundergangen ved Dealy plaza foran præsidentbilen, fik en mindre skade i højre kind. Muligvis af et fragment fra en kugle.

### Den "magiske kugle"
Warrenkommissionen mente at skud nr. to, det som ramte Kennedy i den øverste del af ryggen, også forårsagede alle skader på Connally.
Denne forklaring – "the single bullet theory" – har vært genstand for omfattende debat. Kritikere mener, at kuglen må have svinget flere gange for at kunne forårsage alle skader. Dette kan næppe have været sandsynligt, og derfor mener de, at der stod flere bag attentatet end Oswald – altså: En konspiration. Det er hovedtemaet i filmen JFK af Oliver Stone.
Denne teori kunne kun være mulig, hvis Connally havde siddet i nøjagtig samme position som Kennedy. Det var ikke tilfældet. Det ses af klapsæderne i præsidentbilen, på billeder fra kortegen og Zapruders film: Connally sad både lavere og lidt til venstre for Kennedy. Han sad med kroppen på skrå vendt mod publikum til højre for sig. Det er ikke umuligt, at den samme kugle kan have forårsaget skaderne på Kennedy og Connally. Connallys og Kennedys indbyrdes positioner stemmer ganske godt med en direkte linje fra præsidentbilen til "snigskyttens rede" i skolebogslageret.

## Obduktionen
Præsident Kennedys døde legeme blev fragtet fra Parkland Memorial Hospital allerede kl. 14:00 CST til Air Force One på Love Field-flypladsen.
Kisten blev fløjet sammen med den nye præsident Lyndon B. Johnson og Jacqueline Kennedy til Washington. Liget blev derefter sendt til Bethesda Naval Hospital for obduktion.
Tre patologer på Bethesda gennemførte obduktionen og slog fast, at præsident Kennedy var blevet dræbt af et skud, som ramte baghovedet og ”sprængte” den højre del af hjernen. Dette er dokumenteret med foto og røntgenbilleder.
Patologerne slog også fast, at en kugle havde ramt Kennedy i den øverste del af ryggen ("back above the shoulder blade"). Kuglen gik ud af struben ("front (anterior) neck"). Dette er ligeledes dokumenteret ved foto.
Skeptikere har peget på, at dette ikke stemmer med kuglehullet i Kennedys jakke. De hævder, at kuglen ramte længere nede i ryggen. På billeder fra bilkortegen taget umiddelbart før attentatet ses, at Kennedys jakke har en fold i nakken. Dette kan forklare misforholdet mellem skudsåret og hullet i jakken.

## Lee Harvey Oswald

### Flugten
Efter at politiet havde sikret skolebogslageret bad de om identifikation af alle de ansatte. Direktør Truly opdagede, at Oswald ikke længere var til stede i bygningen. Han oplyste politiet om det, og opgav derefter Oswalds signalement og hjemmeadresse.
Oswald forlod skolebogslageret gennem hovedindgangen ca. kl. 12:33 CST. Hans senere bevægelser er blevet dokumenteret af vidner:
- Ca. kl. 12:40 CST tog han en bus på hjørnet af Elm- og Murphy Street, syv blokke fra skolebogslageret i centrum af Dallas.
- Han forlod bussen, da den sad fast i trafikken.
- Han tog en taxa ca. fire kilometer til hjørnet af Beckley- og Neely Street, fem minutters gang fra pensionatet, hvor han boede.
- Ca. kl. 13:00 CST ankom han til pensionatet.
- Efter tre minutter forlod han pensionatet igen – medbringende en revolver.

### Mordet på J. D. Tippit
Politikonstabel J. D. Tippit modtog kl. 12:45 CST ordre over politiradioen om at køre til området ved Oak Cliff i Dallas for at afpatruljere området. Han fik beskrivelse af en mistænkt fra attentatet på Kennedy, en tynd hvid mand i 30'erne. Knap en halv time senere fik han øje på en, som passede med beskrivelsen. Herefter kørte han frem mod personen, steg ud af sin bil og talte med ham. Kort efter trak personen en revolver og skød og dræbte Tippit med tre skud i brystet kl. 13:15 CST. Der var en række vidner til hændelsen, som senere udpegede Lee Harvey Oswald som Tippits morder.
Oswald blev observeret, da han løb ind i biografen Texas Theater otte blokke fra stedet, hvor Tippit blev skudt, uden at købe billet. Politiet blev varslet. Oswald blev arresteret kl. 13:50 CST i biografen efter et slagsmål, hvor han forsøgte at skyde en anden politimand. I følge politiet sagde han: "Så, nu er det ovre alt sammen".

### Afhøringer
Oswald blev bragt til politistationen, hvor afhøringen begyndte nøjagtig to timer efter attentatet mod Kennedy. 
Oswald blev afhørt i 12 timer mellem kl. 14:30 CST den 22. november og 11:00 CST 24. november. Der foreligger ingen stenografiske referater eller lydbåndoptagelser af afhøringen, kun notater fra politifolk – herunder repræsentanter for FBI og Secret Service. Oswald forklarede, at han havde spist sin frokost på 2. etage i skolebogslageret under attentatet og at han forlod bygningen fordi han regnede med, at der ikke skulle gøres mere arbejde den dag. Oswald benægtede både, at han skulle have skudt Kennedy og Tippit, samt at han ejede våben overhovedet. 
Der blev udført en såkaldt "paraffin-test" af Oswalds hænder og kind for at klargøre, om han havde affyret et våben. Testen gav et positivt udslag på hænderne, men ikke kinderne. Warrenkommissionen lagde ingen afgørende vægt på disse test (det er normalt, at paraffin-test ikke giver udslag på kind og hænder efter brug af rifler som C2766).
Der blev aldrig gennemført retslige afhøringer af Oswald. Han fik ikke juridisk bistand.

### Oswald myrdes
Oswald blev bragt ind på politihuset. Der var meget lidt – om nogen – kontrol med hvem, der kom ind på stationen. Jack Ruby var blandt de fremmødte under den første fremvisning af Oswald. Flere journalister kunne stille spørgsmål, da han blev fragtet til og fra afhøringer under den første fremvisning. Han sagde, at han kun var en "syndebuk". Dette blev vist på TV. Journalisterne blev siden bedt om ikke at stille flere spørgsmål. 
Søndag den 24. november 1963 skulle Oswald flyttes fra politihuset til fængslet. Undervejs blev Oswald, mens han var fastlænket til politiefterforskeren Jim Leavelle, skudt af natklubejeren Jack Ruby i kælderen på politihuset kl. 11:21 CST. Hændelsen blev sendt direkte på TV. Oswald blev fragtet til Parkland Memorial Hospital, hvor han døde efter kort tid. Den chokerende hændelse gav øjeblikkeligt grobund for spekulationer omkring en konspiration.
Rubys motiv for at dræbe Oswald var angiveligt, at han ville hævne præsidenten og lade dennes kone slippe for en retssag. Motivet var ikke godt nok, så han blev idømt livsvarigt fængsel. Han døde i fængslet i 1967 af kræft.

## Offentlige undersøgelser

### FBI
Blot 17 dage efter attentatet – 9. december 1963 – fremlagde FBI sin rapport for Warrenkommissionen. FBI mente, at Lee Harvey Oswald var attentatmanden og hævdede, at han havde affyret tre skud mod bilkortegen, som ramte således:
- Det første skud ramte præsident Kennedy i nakken.
- Det andet skud ramte guvernør Connally.
- Det tredje skud ramte præsident Kennedy i hovedet.

HSCA-undersøgelserne fra 1976-79 kritiserede FBI for ikke at have efterforsket mulighederne for, at det kunne have været en konspiration mod præsident Kennedy.

### Warrenkommissionen
Allerede den 29. november 1963 nedsatte præsident Johnson en kommission, som skulle undersøge omstændighederne omkring attentatet på Kennedy. Højesteretsdommer Earl Warren ledede dette arbejde. FBI blev engageret i kommissionens efterforskning.
Den 888-sider lange rapport fra Warrenkommissionen blev fremlagt den 24. september 1964. To måneder efter udgav kommissionen det samlede underlagsmateriale i 26 bind, herunder vidneforklaringer fra 552 vidner og over 3.100 genstande og dokumenter. Spekulationerne om en konspiration var for længst i gang, da kommissionen offentliggjorde sin rapport.
Kommissionens materiale blev overført til nationalbiblioteket og ifølge arkivlovene skulle det upublicerede materiale først offentliggøres efter 75 år (i 2039). Det, at materialet ikke blev underlagt offentlig kontrol, bidrog nok til at reducere rapportens troværdighed. Folk ville vide, hvad der skete, ikke blot have konklusioner. Rapporten blev umiddelbart modtaget med stor skepsis, og siden er der blevet skrevet en mængde artikler og bøger, til dels med andre konklusioner end Warren-rapporten.
Arkivlovene blev ændret i 1966. Senatet vedtog desuden "JFK Records Act of 1992", hvor 98% af rapporten blev offentligt tilgængelig.
Warrenkommissionens konklusioner var:
- Lee Harvey Oswald affyrede tre skud mod præsidentens bilkortege.
- Det første skud ramte målet.
- Præsident Kennedy og guvernør Connally blev ramt og såret af den samme kugle (skud nr. to)
- Præsident Kennedy blev ramt i hovedet og dræbt af kugle nr. tre.

Warrenkommissionen kritiserede desuden sikkerheden under præsidentens besøg i Dallas.

### Ramsey Clark-panelet
Flere kritikere har peget på uoverensstemmelser mellem dokumenter fra lægerne på Parkland Memorial Hospital og obduktionsrapporten fra marinehospitalet Bethesda. Diskussionen drejer sig bl.a. om, hvor skuddene ramte præsident Kennedy.
Justitsminister Ramsey Clark udpegede i 1968 et panel på fire medicinske eksperter for at undersøge fotografier og røntgenbilleder fra obduktionen samt dokumenter og andre beviser knyttet til præsident Kennedys død.
Panelets konklusioner var:
- Kennedy blev ramt af to skud – som kom ovenfra og bag præsidenten.
- Den ene kugle ramte ham i den øverste del af ryggen på højre side.
- Den anden kugle ramte ham i baghovedet og ødelagde den øvre, højre side af hovedet.

Panelet overbeviste ikke skeptikerne, som mente, at materialet var forfalsket. HSCA-undersøgelserne fra 1976-79 konkluderede, at materialet var "autentisk".

### HSCA-undersøgelserne
I årene efter attentatet mod Kennedy blev der skrevet en lang række bøger, som såede tvivl om den offentlige version af det, der fandt sted i Dallas. Der blev lanceret en række konspirationsteorier, både om hvem, som stod bag – og at der havde været flere attentatmænd end Oswald.
I 1976 nedsatte USA's kongres en komite, som skulle undersøge materialet på ny – "The House Select Committee on Assassinations" (HSCA). Den fremlagde sin rapport i 1979. 
HSCA kritiserede både Warrenkommissionen og FBI's efterforskning for at have været særdeles mangelfuld ("seriously flawed") fordi ingen af dem havde undersøgt, hvorvidt mordet havde været en konspiration eller ikke. De undersøgte ikke om Oswald havde handlet i samarbejde med, eller på vegne af, andre ("co-conspirators"). HSCA mente attentatet var en del af en konspiration mod præsident Kennedy, men uden at navngive nogen.
HSCA var imidlertid enig med Warrenkommissionen om, at Lee Harvey Oswald havde affyret tre skud mod Kennedy: At to af dem havde ramt ham, og at det var skud nr. to ("the single bullet") som forårsagede skaderne på Kennedy og Connally.
HSCA antydede også – ud fra akustiske optagelser – at der kunne været blevet affyret et fjerde skud mod kortegen af en ikke-navngivet person – uden at skuddet havde ramt noget mål.